# Muna Otaru

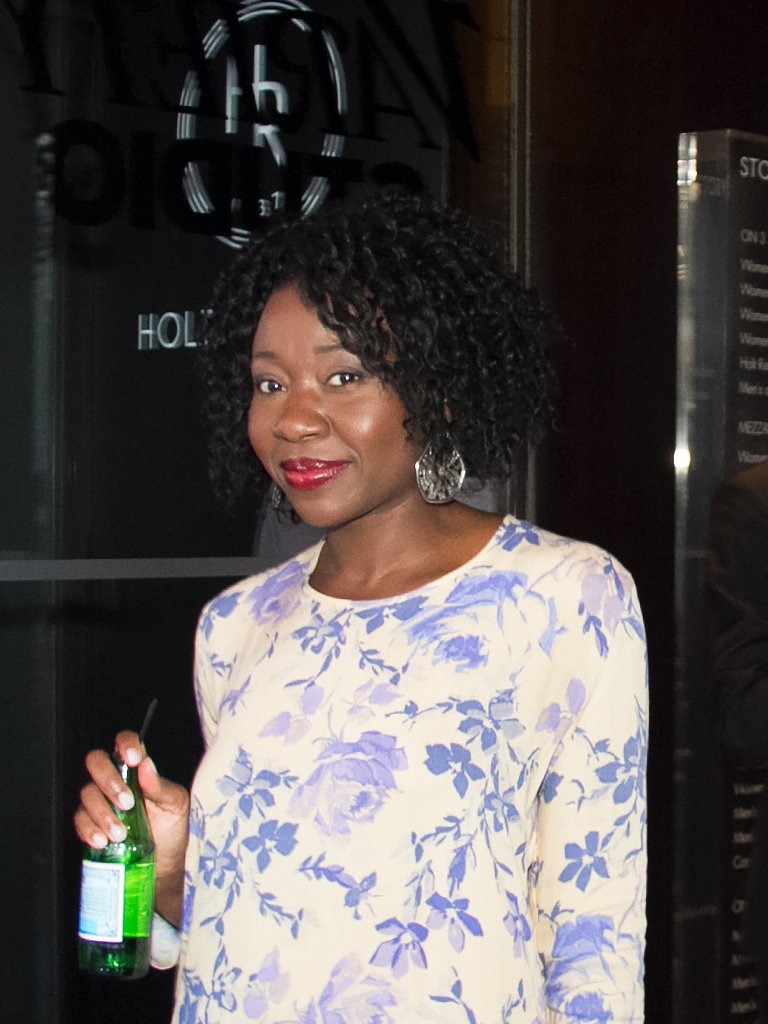
Muna Otaru (2015)

Maimuna „Muna“ Otaru (* 1978 in Liverpool, England) ist eine britische Schauspielerin.

## Leben
Otaru wurde in Liverpool als Tochter der nigerianischen Einwanderer Nana Otaru und Saidu Otaru geboren. Ihr Vater war Kapitän bei der Handelsmarine. Sie wuchs unter anderen in Lagos in Nigeria auf und zog als Teenagerin in die USA. Sie bewarb sich erfolgreich an der NYU Tisch School of Arts, konnte sich allerdings die Studiengebühren nicht leisten und studierte daher an der University of Maryland, Baltimore County. Nach ihrem ersten Semester brach sie das Studium jedoch ab, da sie sich die Gebühren nicht mehr leisten konnte. Sie begann als Produktionsassistentin bei der HBO-Fernsehserie The Wire in Baltimore zu arbeiten. Nach einigen Staffeln Mitarbeit an der Serie, zog sie nach Los Angeles um ihr Schauspielstudium fortzusetzen.
Ihr Schauspieldebüt gab Otaru 2001 im Kurzfilm Pottersville. Es folgten Episodenrollen in den Fernsehserien The Wire, Lost, Law & Order: Special Victims Unit und Swingtown. Außerdem war sie 2007 in den beiden Filmproduktionen Machtlos und Law & Order: Special Victims Unit zu sehen. International bekannt wurde sie 2014 durch die Verkörperung der Sklavin Mad als eine der Hauptdarstellerinnen im Western The Keeping Room – Bis zur letzten Kugel. 2017 spielte sie in fünf Episoden der Fernsehserie Broken die Rolle der Helen Oyenusi. Wiederkehrende Serienrollen hatte sie zu Beginn der 2020er Jahre in den Fernsehserien Professor T, Silent Witness und Dreaming Whilst Black inne.

## Filmografie (Auswahl)
- 2001: Pottersville (Kurzfilm)
- 2004: The Wire (Fernsehserie, Episode 3x04)
- 2006: Lost (Fernsehserie, Episode 3x05)
- 2007: Machtlos (Rendition)
- 2007: Von Löwen und Lämmern (Lions for Lambs)
- 2007: Law & Order: Special Victims Unit (Fernsehserie, Episode 9x10)
- 2008: Swingtown (Fernsehserie, Episode 1x02)
- 2010: Taken by Force
- 2013: Whitechapel (Fernsehserie, Episode 4x05)
- 2014: The Keeping Room – Bis zur letzten Kugel (The Keeping Room)
- 2016: Damilola, Our Loved Boy (Fernsehfilm)
- 2017: Broken (Fernsehserie, 5 Episoden)
- 2018: Little River Run (Kurzfilm)
- 2020: Surge
- 2020: The Man in the Hat
- 2021: Die Bande aus der Baker Street (The Irregulars, Fernsehserie, Episode 1x02)
- 2022: Professor T (Fernsehserie, 2 Episoden)
- 2023: Silent Witness (Fernsehserie, 2 Episoden)
- 2023: Dreaming Whilst Black (Fernsehserie, 4 Episoden)